# Jessica Kirson
Jessica Kirson, née le 14 novembre 1969 à South Orange (New Jersey, États-Unis), est une comédienne de stand-up, actrice et productrice américaine.

## Jeunesse
Kirson est née et a grandi à South Orange dans le New Jersey, et est d'origine juive. Avant que sa famille ne déménage d'Europe aux États-Unis, leur nom de famille était Kirschenbaum, ce qui signifie « cerisier ». Sa mère est thérapeute et recevait ses patients chez eux, ce qui, selon Kirson, a eu un impact profond sur elle et son humour,.
Kirson est diplômée de la Columbia High School en 1987. Elle s'est décrite comme une « grande clown de classe » qui adorait faire rire les gens. Kirson est la demi-sœur de l'acteur Zach Braff et de l'écrivain Joshua Braff (en), dont le père a épousé sa mère lorsqu'elle était adolescente. Dans l'intention de devenir thérapeute, Kirson a obtenu un diplôme en études familiales de l'Université du Maryland et une maîtrise en travail social de la New York University.

## Carrière
Kirson a fait ses débuts au cinéma dans le film School Dance. Son spectacle d'une heure Talking to Myself a été diffusé sur Comedy Central et produit par Bill Burr. Parmi ses autres projets, on trouve la série The Call Girls avec sa grande amie et comédienne Rachel Feinstein (en). En 2016, Kirson a joué, et a également été consultante, productrice et scénariste dans le film de Robert De Niro The Comedian. Kirson a été productrice exécutive et est apparue dans le documentaire Hysterical (en), qui suit un groupe de comédiennes, sur scène et en dehors.
Kirson s'est produite dans The Tonight Show, The Tonight Show with Jay Leno, The View, et Kevin Can Wait. Kirson anime également son propre podcast, Disgusting Hawk. Kirson collabore aussi avec le Howard Stern Show, où elle produit et joue dans des canulars téléphoniques pour l'émission.

## Style comique
Dans son humour, Kirson raconte souvent des expériences personnelles liées à la sobriété, à son éducation juive et à son identité de lesbienne, utilisant "humour noir" et "des réflexions cinglantes, souvent crues." Elle réalise parfois des monologues intérieurs durant ses spectacles, en se tournant dos au public : « Beaucoup des blagues que je fais en me retournant, je les ai déjà faites avant, mais je ne le fais qu'à certains moments, quand une blague ne fonctionne pas, quand je me sens mal à l'aise ou que quelque chose se passe dans le public… C’est ma façon de sauver la situation sur le moment. » Commentant son approche de la comédie, Kirson a déclaré :
« Je n'aime pas être étiquetée comme un certain type d'humoriste. Je fais toutes sortes de comédie. J'essaie juste d'être très réelle, honnête et authentique. J'essaie d'amuser les gens du mieux que je peux, parce que je pense qu'en ce moment, la plupart des gens n'aiment pas trop réfléchir. Donc, je monte sur scène et j'essaie de faire en sorte qu'ils n'analysent pas et ne pensent pas trop. J'adore faire des personnages, et j'aime transmettre un message de tolérance qui apprend aux gens à ne pas être méchants, et à être plus gentils. »
Elle a cité Lucille Ball et Carol Burnett parmi ses influences comiques.

## Vie personnelle
Kirson a quatre enfants. Elle a parlé ouvertement de ses difficultés avec l'addiction alimentaire ainsi que de ses problèmes de toxicomanie tout au long de sa vie.